# World Athletics Ultimate Championship
Le World Athletics Ultimate Championship est une compétition biennale d'athlétisme en plein air organisée à partir de 2026 par World Athletics.
Cette compétition rassemblera les champions du monde, les champions olympiques, les vainqueurs de la Ligue de diamant et les athlètes les plus performants de l'année sur la base du ranking (classement mondial par points) de la fédération internationale.
La première édition sera organisée à Budapest du 11 au 13 septembre 2026.
400 athlètes devraient participer à ce rendez-vous, à raison de 8 à 16 athlètes par discipline, avec un format demi-finales - finales pour les plus courtes distances. Des épreuves de relais figureront aux programme, mais pas les épreuves combinées ni la marche.
Ce championnat sera doté de 10 millions de dollars de prix, 150 000 dollars étant attribués aux vainqueurs de chaque épreuve.